# 泰沂山脉
泰沂山脉，中国东部地区的重要山脉。位于山东省中部，分为泰山山脉、沂山山脉、蒙山山脉、徂徕山脉等多支。主峰玉皇顶，海拔1532.7米。